# オレンジ・ゼン・ブルー
オレンジ・ゼン・ブルー（Orange Then Blue）は、ドラマーのジョージ・シュラー率いるマサチューセッツ州ボストンの前衛的なビッグバンドである。トランペッターのデイヴ・ダグラスとクオン・ヴー、サックス奏者のクリス・スピード、ベーシストのリード・アンダーソンなど、有名なジャズ・ミュージシャンがメンバーまたはゲストとして演奏した。ジョージ・シュラーはガンサー・シュラーの息子である。

## ディスコグラフィ

### アルバム
- Music for Jazz Orchestra (1986年、GM)
- Where Were You? (1990年、GM)
- Jumpin' in the Future (1990年、GM)
- Funkallero (1991年、GM)
- While You Were Out (1992年、GM)
- Hold the Elevator: Live in Europe and Other Haunts (1999年、GM)